# Traffic Lights
Traffic Lights è un singolo dalla cantante tedesca Lena pubblicato il 1º maggio 2015 da Universal, estratto dall'album Crystal Sky.

## Il disco
Traffic Lights è stato scritto da Hayley Aitken, Alexander James e Harry Sommerdahl e prodotto dal team Beatgees (composto da David Vogt, Sipho Sililo, Hannes Büscher
e Philip Böllhoff). In un'intervista alla rivista settimanale tedesca Der Spiegel, Lena ha definito il brano con queste parole:

## Video musicale
Il videoclip con regia dei Noise (Julian Ticona Cuba e Daniel Bartels), con la durata di 2:48 minuti, è stato pubblicato il 30 aprile sul canale YouTube ufficiale della cantante.

## Successo commerciale
In Germania, Traffic Lights ha debuttato al quattordicesimo posto, risultando essere il secondo miglior debutto della settimana. Ha occupato la medesima posizione per un totale di tre settimane (non consecutive) ed è rimasto nei primi venti posti per due mesi.

## Classifiche
| Classifica (2015) | Posizione massima |
| ----------------- | ----------------- |
| Austria           | 48                |
| Belgio (Fiandre)  | 107               |
| Germania          | 14                |